# رقاح أصفر الحنجرة
رقاح أصفر الحنجرة أو آكل البذور ذو الحنجرة الصفراء (الاسم العلمي Crithagra flavigula)، طائر من الرقاح وفصيلة الشرشوريات. موطنه إثيوبيا. موائله الطبيعية أراضي الأشجار القمئية والأراضي العشبية الجافة الشبه استوائية أو مدارية. وهو مهدد بفقدان موائله الطبيعية. كان يُصنف سابقًا ضمن جنس النغر.